# یوکی کاجیورا
یوکی کاجیورا (انگلیسی: Yuki Kajiura؛ زادهٔ ۶ اوت ۱۹۶۵) آهنگساز، تهیه‌کننده موسیقی، شاعر، نوازنده پیانو، و نویسنده اهل ژاپن است. وی از سال ۱۹۹۲ میلادی تاکنون مشغول فعالیت بوده‌است.